# Last POW Camp Memorial

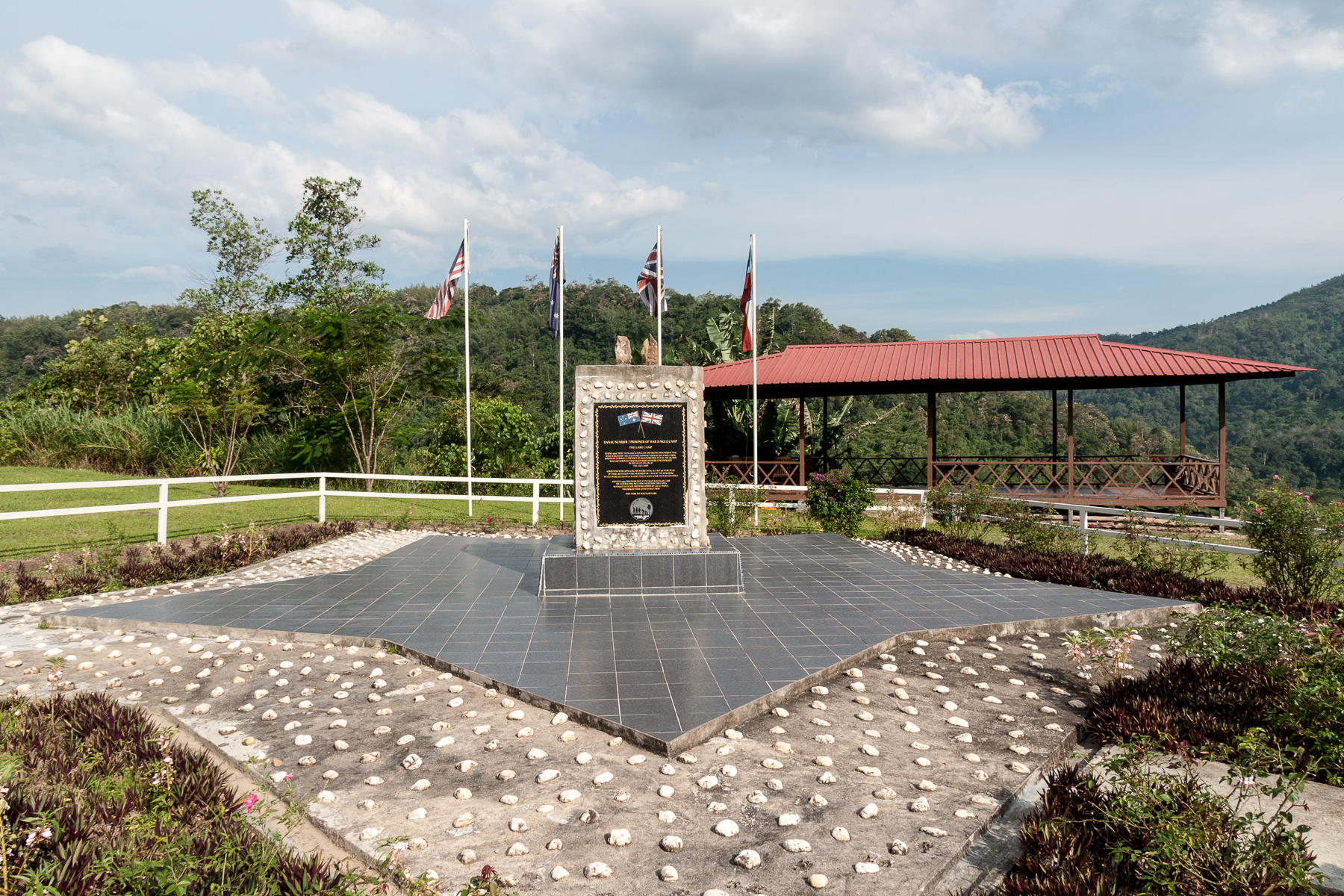
Last POW Camp Memorial bei Ranau

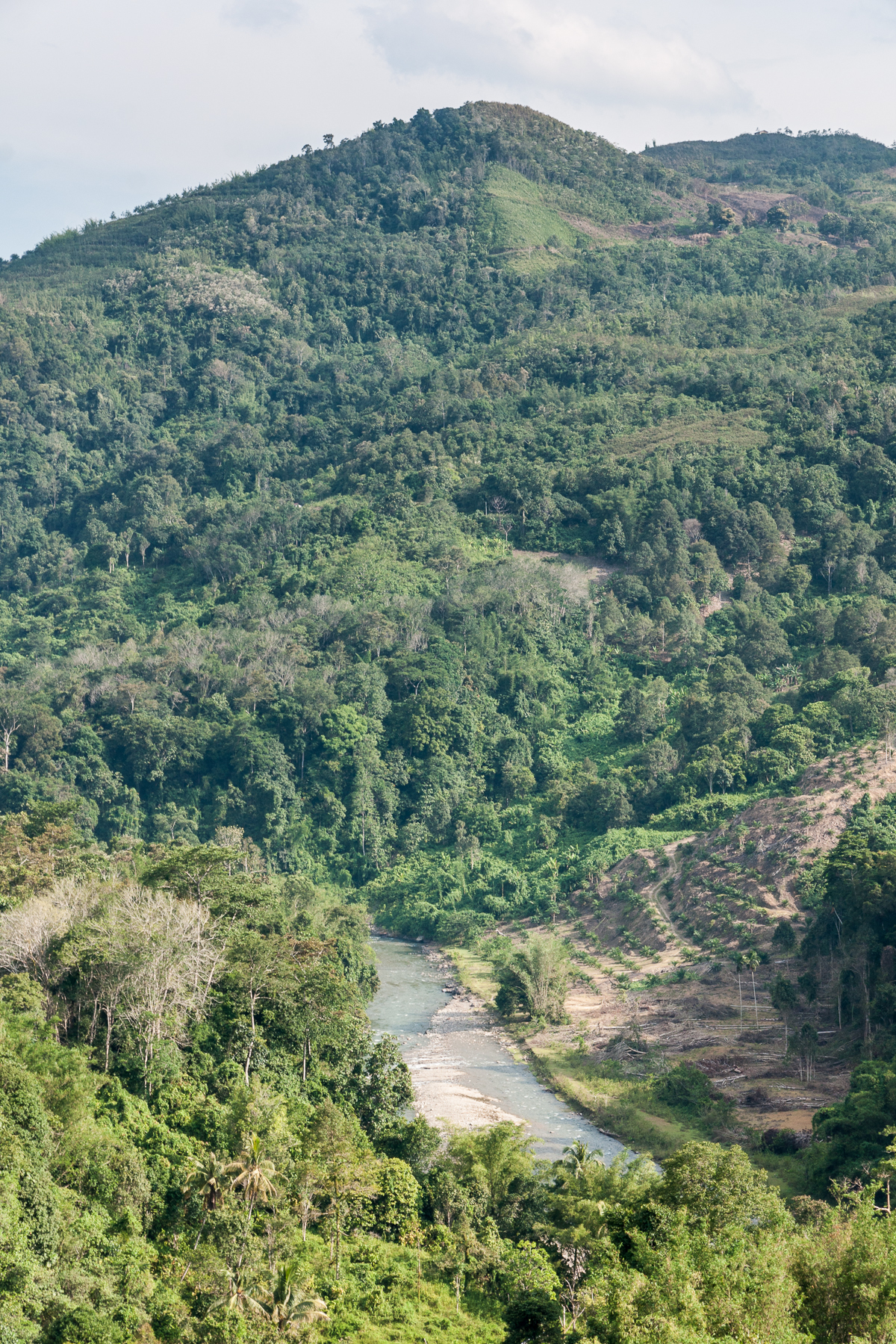
Sungai Liwagu unterhalb des Camp

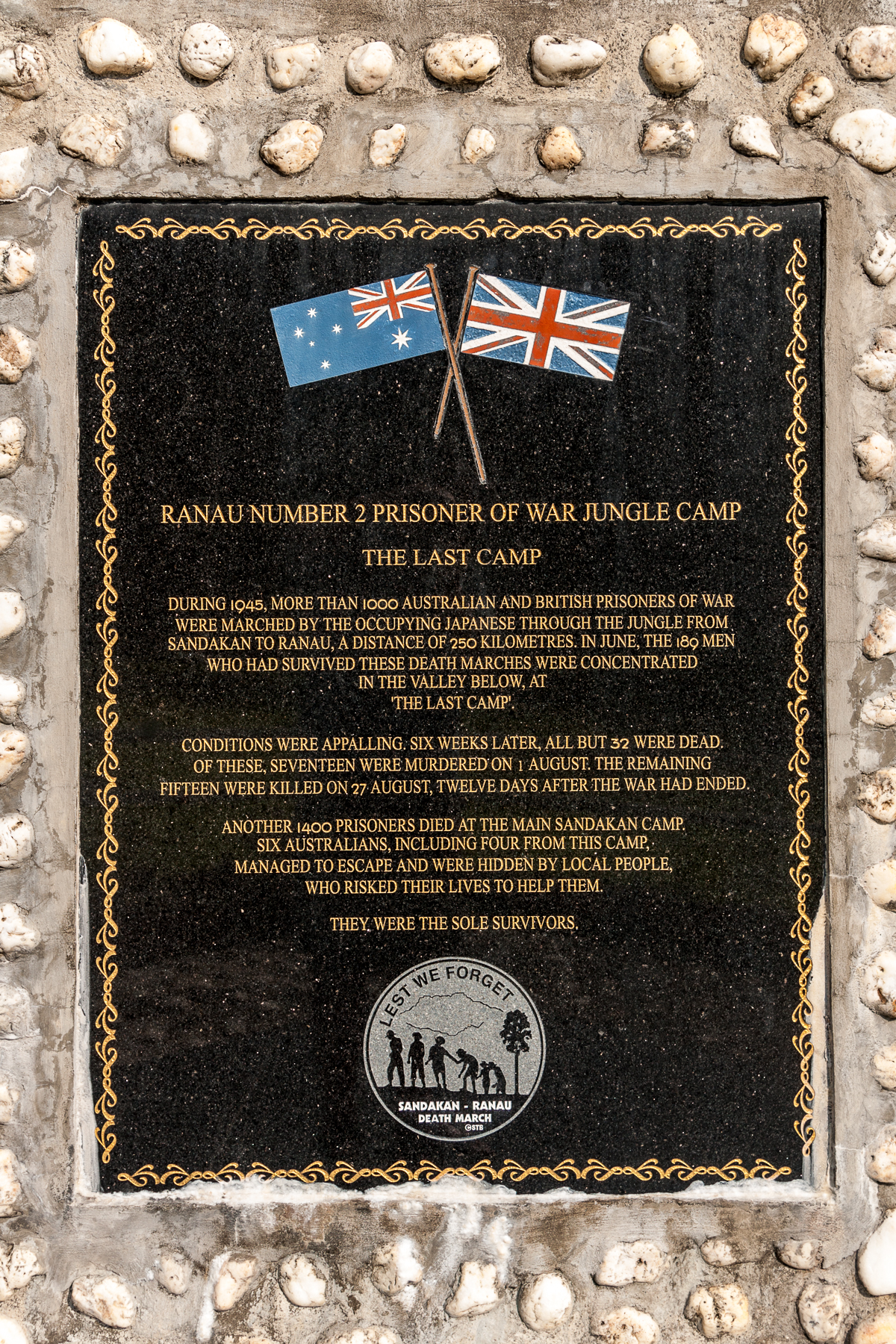
Inschrift auf dem Gedenkstein in englischer Sprache

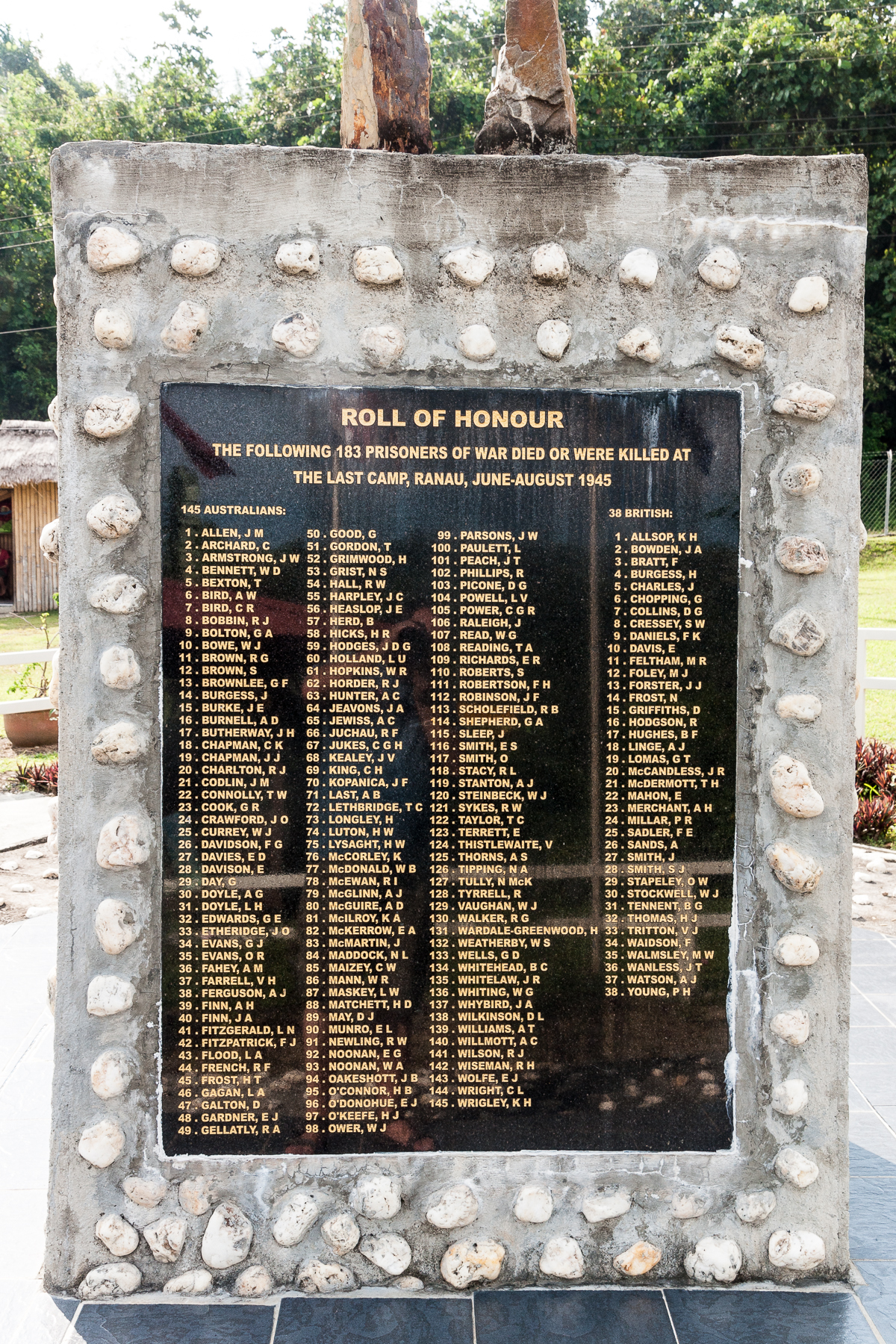
Namen der im Last Camp ermordeten P.O.W.

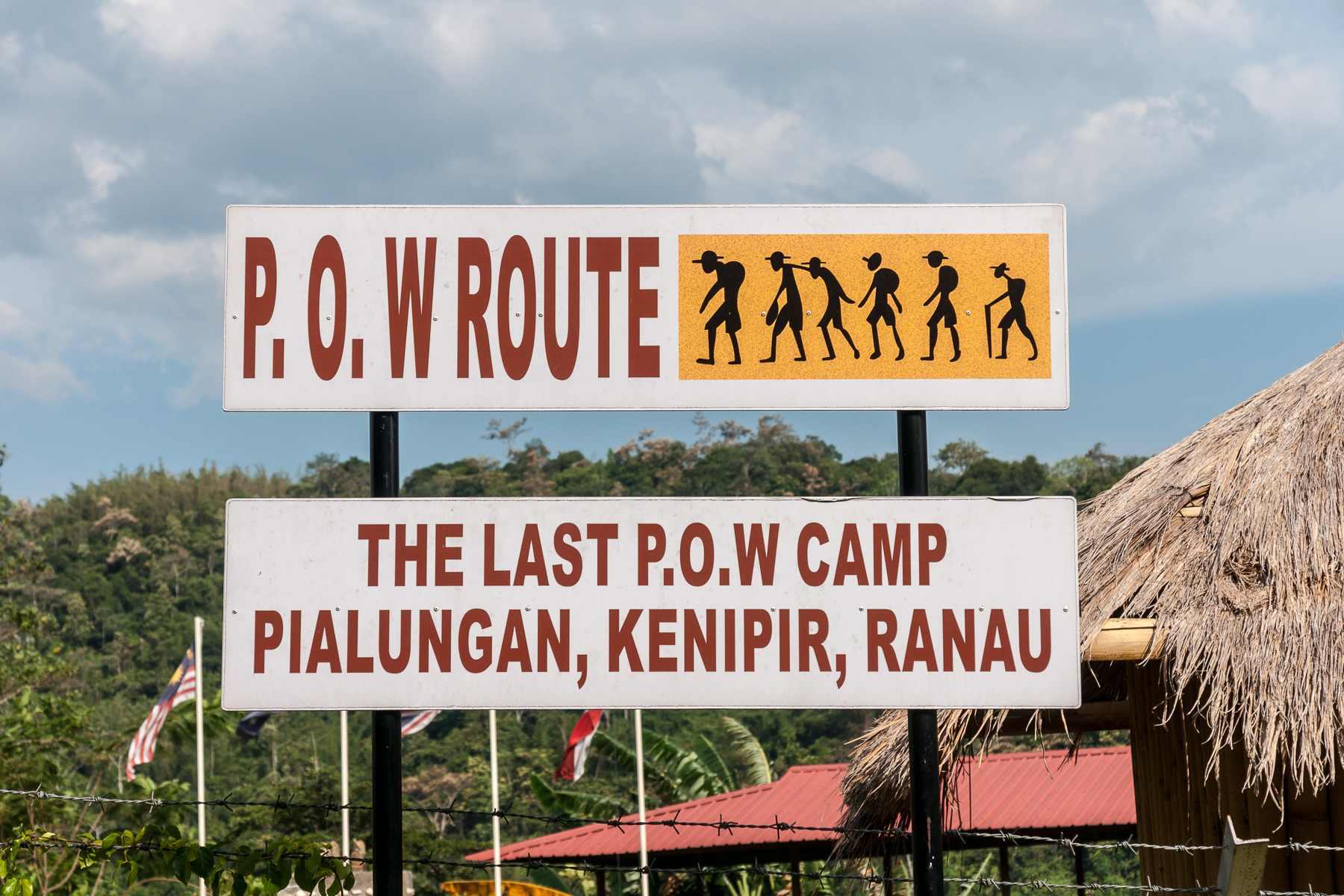
Markierung der P.O.W. Route vor der Gedenkstätte

Das Last POW Camp Memorial ist eine Gedenkstätte im Distrikt Ranau im malaysischen Bundesstaat Sabah, die an die Opfer der Todesmärsche von Sandakan erinnert. Von 1047 britischen und australischen Kriegsgefangenen erreichten nur 189 lebend das sogenannte „Last Camp“ (engl. für „Letzter Lagerplatz“) im Liwagu-Tal bei Ranau. Von diesen 189 Menschen starben 153 in den folgenden sechs Wochen. Weitere 32 Kriegsgefangene wurden ermordet; vier Gefangenen gelang die Flucht. Das Mahnmal wurde am Rande des ehemaligen Camps errichtet.

## Beschreibung
Die Gedenkstätte befindet sich etwa 8 Kilometer südlich von Ranau an der Straße nach Tambunan oberhalb des Liwagu-Tales. Die Gedenkstätte ist umzäunt und von 9 Uhr bis 17 Uhr der Öffentlichkeit zugänglich.
Auf einer großen Betonfläche in der Form eines Sternes befindet sich ein Stele aus Beton. In die Betonfläche sind 1047 Flusssteine eingelassen. Sie stammen aus dem Sungai Liwagu, der unterhalb des Memorials vorbeifließt. Dort befand sich das Camp. Jeder dieser Steine auf der Betonfläche symbolisiert einen der Kriegsgefangenen, der von Sandakan aus den Todesmarsch antrat.
Die Stele ist ebenfalls aus Beton. Weitere 183 Flusssteine sind in den Beton der Stele eingelassen; einer für jeden Kriegsgefangenen, der in diesem Camp am Liwagu-Fluss starb. Auf dem Gedenkstein befinden sich vier zerfurchte Steinplatten. Sie stehen für die vier P.O.W., denen während des Todesmarsches die Flucht gelang.
Auf jeder der vier Seiten der Stele ist eine Steinplatte aus poliertem Granit eingelassen. Drei Platten informieren über die Geschichte der Todesmärsche in Englisch, Chinesisch und Malaiisch. Auf der vierten Granitplatte sind die Namen der 183 Kriegsgefangenen verewigt.
Der Gedenkstein in Granit zeigt in englischer Sprache folgende Inschrift:
|  | RANAU NUMBER 2 PRISONER OF WAR JUNGLE CAMP THE LAST CAMP During 1945, More Than 1000 Australian And British Prisoner Of War Were Marched By The Occupying Japanese Through The Jungle From Sandakan To Ranau, A Distance Of 250 Kilometres. In June, The 189 Men Who Had Survived these Death Marches Were Concentrated In The Valley Below, At 'The Last Camp' Conditions Were Appaling, Six Weeks Later, All But 32 Were Dead. Of These, Seventeen Were Murdered on 1 August. The Remaining Fifteen were Killed On 27 August, Twelve Days After The War Had Ended. Another 1400 Prisoners Died At the Main Sandakan Camp. Six Australians, Including Four From This Camp, Managed To Escape And Were Hidden By Local People, Who Risked Their Lives To Help Them. They Were The Sole Survivors. |

## Geschichte der Gedenkstätte
Die Entdeckung des Lagers geht auf die Historikerin Lynette Silver zurück. Das Gesamtgelände, das den Talgrund mit dem ursprünglichen Camp und die oberhalb davon liegende Gedenkstätte umfasst, ist ein Privatgrundstück. Der Eigentümer, Othman Minudin, verfügte jedoch, dass das Gelände „in Ewigkeit“ als Gedenkstätte bestehen bleiben solle. Die Verfügung umfasst außerdem die Verpflichtung, dass das eigentliche Campgelände unberührte Natur bleibt. Der Gedenkstein wurde am 27. August 2009 – exakt 64 Jahre nachdem die letzten 15 Kriegsgefangenen ermordet wurden – durch den Minister für Tourismus Datuk Masidi Manjun, durch den Landeigentümer Othman und durch Lynette Silver als Repräsentantin der Angehörigen, der Öffentlichkeit übergeben. In einer symbolischen Zeremonie vollendeten je ein Angehöriger der britischen und australischen P.O.W. die Gedenkstätte durch Einmauern der letzten beiden Flusssteine in die sternförmige Betonfläche.

## P.O.W. Route
Das „Last POW Camp Memorial“ ist eine Station auf der „P.O.W. Route“, auf der die Kriegsgefangenen während der drei Todesmärsche im Gelände marschierten. Die Route beginnt in Sandakan und endet am „Last Camp“ bei Ranau. Die Stationen der Strecke sind mit einem Schild markiert.